# Kamal Miller
Kamal Anthony Miller (Etobicoke, 16 maggio 1997) è un calciatore canadese, difensore dei Portland Timbers e della nazionale canadese.

## Caratteristiche tecniche
È un difensore centrale.

## Carriera

### Club
Ha debuttato in Major League Soccer il 2 marzo 2019 disputando con l'Orlando City l'incontro pareggiato 2-2 contro il New York City. Il 16 dicembre 2020 viene selezionato dalla nuova franchigia, l'Austin FC, per poi venire ceduto al Montréal Impact.
Il 12 aprile 2023 viene incluso nello scambio che lo porta all'Inter Miami mentre Ariel Lassiter e Bryce Duke passano al CF Montréal.
Il 4 gennaio 2024 viene acquistato a titolo definitivo dai Portland Timbers per 625000 dollari con contratto valido fino al 2026 ed opzione per il 2027.

### Nazionale
Nel 2017 ha preso parte con la nazionale Canadese Under-20 al campionato nordamericano di categoria. Il 23 giugno 2019 ha debuttato in nazionale maggiore disputando l'incontro di CONCACAF Gold Cup 2019 vinto 7-0 contro Cuba.

## Statistiche

### Presenze e reti nei club
Statistiche aggiornate al 24 giugno 2023.
| Stagione            | Squadra             | Campionato          | Campionato | Campionato | Coppe nazionali | Coppe nazionali | Coppe nazionali | Coppe continentali | Coppe continentali | Coppe continentali | Altre coppe | Altre coppe | Altre coppe | Totale | Totale |
| Stagione            | Squadra             | Comp                | Pres       | Reti       | Comp            | Pres            | Reti            | Comp               | Pres               | Reti               | Comp        | Pres        | Reti        | Pres   | Reti   |
| ------------------- | ------------------- | ------------------- | ---------- | ---------- | --------------- | --------------- | --------------- | ------------------ | ------------------ | ------------------ | ----------- | ----------- | ----------- | ------ | ------ |
| 2019                | Orlando City        | MLS                 | 16         | 0          |                 | -               | -               |                    | -                  | -                  |             | -           | -           | 16     | 0      |
| 2020                | Orlando City        | MLS                 | 14         | 0          |                 | -               | -               |                    | -                  | -                  |             | -           | -           | 14     | 0      |
| Totale Orlando City | Totale Orlando City | Totale Orlando City | 30         | 0          |                 | -               | -               |                    | -                  | -                  |             | -           | -           | 30     | 0      |
| 2021                | CF Montréal         | MLS                 | 27         | 1          | CC              | 1               | 0               |                    | -                  | -                  |             | -           | -           | 28     | 1      |
| 2022                | CF Montréal         | MLS                 | 29         | 2          | CC              | 1               | 0               | CCL                | 4                  | 0                  |             | -           | -           | 34     | 2      |
| feb.-apr. 2023      | CF Montréal         | MLS                 | 6          | 0          | CC              | -               | -               |                    | -                  | -                  | LC          | -           | -           | 6      | 0      |
| Totale CF Montréal  | Totale CF Montréal  | Totale CF Montréal  | 62         | 3          |                 | 2               | 0               |                    | 4                  | 0                  |             | -           | -           | 68     | 3      |
| apr. 2023           | Inter Miami         | MLS                 | 15         | 0          | USOC            | 4               | 0               |                    | -                  | -                  | LC          | -           | -           | 19     | 0      |
| Totale carriera     | Totale carriera     | Totale carriera     | 107        | 3          |                 | 6               | 0               |                    | 4                  | 0                  |             | -           | -           | 117    | 3      |

### Cronologia presenze e reti in nazionale
| Cronologia completa delle presenze e delle reti in nazionale ― Canada | Cronologia completa delle presenze e delle reti in nazionale ― Canada | Cronologia completa delle presenze e delle reti in nazionale ― Canada | Cronologia completa delle presenze e delle reti in nazionale ― Canada | Cronologia completa delle presenze e delle reti in nazionale ― Canada | Cronologia completa delle presenze e delle reti in nazionale ― Canada | Cronologia completa delle presenze e delle reti in nazionale ― Canada | Cronologia completa delle presenze e delle reti in nazionale ― Canada |
| Data                                                                  | Città                                                                 | In casa                                                               | Risultato                                                             | Ospiti                                                                | Competizione                                                          | Reti                                                                  | Note                                                                  |
| --------------------------------------------------------------------- | --------------------------------------------------------------------- | --------------------------------------------------------------------- | --------------------------------------------------------------------- | --------------------------------------------------------------------- | --------------------------------------------------------------------- | --------------------------------------------------------------------- | --------------------------------------------------------------------- |
| 23-6-2019                                                             | Charlotte                                                             | Canada                                                                | 7 – 0                                                                 | Cuba                                                                  | Gold Cup 2019 - 1º turno                                              | -                                                                     | 61’                                                                   |
| 7-9-2019                                                              | Toronto                                                               | Canada                                                                | 6 – 0                                                                 | Cuba                                                                  | CONCACAF Nations League 2019-2020 - 2º turno                          | -                                                                     | 62’                                                                   |
| 16-10-2019                                                            | Toronto                                                               | Canada                                                                | 2 – 0                                                                 | Stati Uniti                                                           | CONCACAF Nations League 2019-2020 - 2º turno                          | -                                                                     |                                                                       |
| 8-1-2020                                                              | Irvine                                                                | Canada                                                                | 4 – 1                                                                 | Barbados                                                              | Amichevole                                                            | -                                                                     | 57’                                                                   |
| 15-1-2020                                                             | Irvine                                                                | Canada                                                                | 0 – 1                                                                 | Islanda                                                               | Amichevole                                                            | -                                                                     |                                                                       |
| 25-3-2021                                                             | Orlando                                                               | Canada                                                                | 5 – 1                                                                 | Bermuda                                                               | Qual. Mondiali 2022                                                   | -                                                                     |                                                                       |
| 11-7-2021                                                             | Kansas City                                                           | Canada                                                                | 4 – 1                                                                 | Martinica                                                             | Gold Cup 2021 - 1º turno                                              | -                                                                     | 77’                                                                   |
| 15-7-2021                                                             | Kansas City                                                           | Haiti                                                                 | 1 – 4                                                                 | Canada                                                                | Gold Cup 2021 - 1º turno                                              | -                                                                     |                                                                       |
| 18-7-2021                                                             | Kansas City                                                           | Stati Uniti                                                           | 1 – 0                                                                 | Canada                                                                | Gold Cup 2021 - 1º turno                                              | -                                                                     |                                                                       |
| 24-7-2021                                                             | Arlington                                                             | Costa Rica                                                            | 0 – 2                                                                 | Canada                                                                | Gold Cup 2021 - Quarti di finale                                      | -                                                                     |                                                                       |
| 29-7-2021                                                             | Houston                                                               | Messico                                                               | 2 – 1                                                                 | Canada                                                                | Gold Cup 2021 - Semifinale                                            | -                                                                     |                                                                       |
| 2-9-2021                                                              | Toronto                                                               | Canada                                                                | 1 – 1                                                                 | Honduras                                                              | Qual. Mondiali 2022                                                   | -                                                                     |                                                                       |
| 6-9-2021                                                              | Nashville                                                             | Stati Uniti                                                           | 1 – 1                                                                 | Canada                                                                | Qual. Mondiali 2022                                                   | -                                                                     | 58’                                                                   |
| 5-9-2021                                                              | Nashville                                                             | Stati Uniti                                                           | 1 – 1                                                                 | Canada                                                                | Qual. Mondiali 2022                                                   | -                                                                     | 44’                                                                   |
| 8-9-2021                                                              | Toronto                                                               | Canada                                                                | 3 – 0                                                                 | El Salvador                                                           | Qual. Mondiali 2022                                                   | -                                                                     |                                                                       |
| 7-10-2021                                                             | Città del Messico                                                     | Messico                                                               | 1 – 1                                                                 | Canada                                                                | Qual. Mondiali 2022                                                   | -                                                                     |                                                                       |
| 13-10-2021                                                            | Toronto                                                               | Canada                                                                | 4 – 1                                                                 | Panama                                                                | Qual. Mondiali 2022                                                   | -                                                                     |                                                                       |
| 12-11-2021                                                            | Edmonton                                                              | Canada                                                                | 1 – 0                                                                 | Costa Rica                                                            | Qual. Mondiali 2022                                                   | -                                                                     |                                                                       |
| 16-11-2021                                                            | Edmonton                                                              | Canada                                                                | 2 – 1                                                                 | Messico                                                               | Qual. Mondiali 2022                                                   | -                                                                     |                                                                       |
| 27-1-2022                                                             | San Pedro Sula                                                        | Honduras                                                              | 0 – 2                                                                 | Canada                                                                | Qual. Mondiali 2022                                                   | -                                                                     | 80’                                                                   |
| 30-1-2022                                                             | Hamilton                                                              | Canada                                                                | 2 – 0                                                                 | Stati Uniti                                                           | Qual. Mondiali 2022                                                   | -                                                                     |                                                                       |
| 24-3-2022                                                             | San José                                                              | Costa Rica                                                            | 1 – 0                                                                 | Canada                                                                | Qual. Mondiali 2022                                                   | -                                                                     |                                                                       |
| 27-3-2022                                                             | Toronto                                                               | Canada                                                                | 4 – 0                                                                 | Giamaica                                                              | Qual. Mondiali 2022                                                   | -                                                                     | 76’                                                                   |
| 30-3-2022                                                             | Panama                                                                | Panama                                                                | 1 – 0                                                                 | Canada                                                                | Qual. Mondiali 2022                                                   | -                                                                     |                                                                       |
| 10-6-2022                                                             | Vancouver                                                             | Canada                                                                | 4 – 0                                                                 | Curaçao                                                               | CONCACAF Nations League 2022-2023 - 1º turno                          | -                                                                     |                                                                       |
| 14-6-2022                                                             | San Pedro Sula                                                        | Honduras                                                              | 2 – 1                                                                 | Canada                                                                | CONCACAF Nations League 2022-2023 - 1º turno                          | -                                                                     |                                                                       |
| 23-9-2022                                                             | Vienna                                                                | Qatar                                                                 | 0 – 2                                                                 | Canada                                                                | Amichevole                                                            | -                                                                     |                                                                       |
| 27-9-2022                                                             | Bratislava                                                            | Canada                                                                | 0 – 2                                                                 | Uruguay                                                               | Amichevole                                                            | -                                                                     |                                                                       |
| 11-11-2022                                                            | Manama                                                                | Bahrein                                                               | 2 – 2                                                                 | Canada                                                                | Amichevole                                                            | -                                                                     | 71’                                                                   |
| 17-11-2022                                                            | Dubai                                                                 | Giappone                                                              | 1 – 2                                                                 | Canada                                                                | Amichevole                                                            | -                                                                     |                                                                       |
| 23-11-2022                                                            | Al Rayyan                                                             | Belgio                                                                | 1 – 0                                                                 | Canada                                                                | Mondiali 2022 - 1º turno                                              | -                                                                     |                                                                       |
| 27-11-2022                                                            | Al Rayyan                                                             | Croazia                                                               | 4 – 1                                                                 | Canada                                                                | Mondiali 2022 - 1º turno                                              | -                                                                     | 85’                                                                   |
| 1-12-2022                                                             | Doha                                                                  | Canada                                                                | 1 – 2                                                                 | Marocco                                                               | Mondiali 2022 - 1º turno                                              | -                                                                     |                                                                       |
| 15-6-2023                                                             | Paradise                                                              | Panama                                                                | 0 – 2                                                                 | Canada                                                                | CONCACAF Nations League 2022-2023 - Semifinale                        | -                                                                     |                                                                       |
| 18-6-2023                                                             | Paradise                                                              | Canada                                                                | 0 – 2                                                                 | Stati Uniti                                                           | CONCACAF Nations League 2022-2023 - Finale                            | -                                                                     |                                                                       |
| 27-6-2023                                                             | Toronto                                                               | Canada                                                                | 2 – 2                                                                 | Guadalupa                                                             | Gold Cup 2023 - 1º turno                                              | -                                                                     |                                                                       |
| 1-7-2023                                                              | Houston                                                               | Guatemala                                                             | 0 – 0                                                                 | Canada                                                                | Gold Cup 2023 - 1º turno                                              | -                                                                     | 10’                                                                   |
| 4-7-2023                                                              | Toronto                                                               | Canada                                                                | 4 – 2                                                                 | Cuba                                                                  | Gold Cup 2023 - 1º turno                                              | -                                                                     |                                                                       |
| 9-7-2023                                                              | Cincinnati                                                            | Stati Uniti                                                           | 2 – 2 dts (3 – 2 dtr)                                                 | Canada                                                                | Gold Cup 2023 - Quarti di finale                                      | -                                                                     | 57’                                                                   |
| 13-10-2023                                                            | Niigata                                                               | Giappone                                                              | 4 – 1                                                                 | Canada                                                                | Amichevole                                                            | -                                                                     |                                                                       |
| 18-11-2023                                                            | Kingston                                                              | Giamaica                                                              | 1 – 2                                                                 | Canada                                                                | CONCACAF Nations League 2023-2024 - Quarti di finale                  | -                                                                     |                                                                       |
| 21-11-2023                                                            | Toronto                                                               | Canada                                                                | 2 – 3                                                                 | Giamaica                                                              | CONCACAF Nations League 2023-2024 - Quarti di finale                  | -                                                                     |                                                                       |
| 23-3-2024                                                             | Frisco                                                                | Canada                                                                | 2 – 0                                                                 | Trinidad e Tobago                                                     | CONCACAF Nations League 2023-2024 - Play-off                          | -                                                                     |                                                                       |
| 9-6-2024                                                              | Bordeaux                                                              | Francia                                                               | 0 – 0                                                                 | Canada                                                                | Amichevole                                                            | -                                                                     | 71’                                                                   |
| 25-6-2024                                                             | Kansas City                                                           | Perù                                                                  | 0 – 1                                                                 | Canada                                                                | Coppa America 2024 - 1º turno                                         | -                                                                     | 46’                                                                   |
| 29-6-2024                                                             | Orlando                                                               | Canada                                                                | 0 – 0                                                                 | Cile                                                                  | Coppa America 2024 - 1º turno                                         | -                                                                     | 90+4’                                                                 |
| 10-9-2024                                                             | Arlington                                                             | Messico                                                               | 0 – 0                                                                 | Canada                                                                | Amichevole                                                            | -                                                                     | 84’                                                                   |
| 19-11-2024                                                            | Toronto                                                               | Canada                                                                | 3 – 0                                                                 | Suriname                                                              | CONCACAF Nations League 2024-2025 - Quarti di finale                  | -                                                                     | 73’                                                                   |
| 17-6-2025                                                             | Vancouver                                                             | Canada                                                                | 6 – 0                                                                 | Honduras                                                              | Gold Cup 2025 - 1º turno                                              | -                                                                     | 63’                                                                   |
| 21-6-2025                                                             | Houston                                                               | Curaçao                                                               | 1 – 1                                                                 | Canada                                                                | Gold Cup 2025 - 1° turno                                              | -                                                                     | 50’                                                                   |
| Totale                                                                |                                                                       | Presenze                                                              | 50                                                                    |                                                                       | Reti                                                                  | 0                                                                     |                                                                       |

## Palmarès

### Competizioni nazionali
- Canadian Championship: 1

CF Montréal: 2021

### Competizioni internazionali
- Leagues Cup: 1

Inter Miami: 2023